# Хавбас
Ха́вбас — богиня з єменської міфології, дружина та одна з форм Астара, що втілювала планету Венера. Спочатку разом з Алмакахом була головним божеством племінного союзу Файшан, після його об'єднання наприкінці другого тисячоліття до н. е. Виступала учасницею священного шлюбу правителів-мукаррібів. 
Культ Xавбас зберігався ще довгий час після виникнення ісламу, її ім'я згадується арабським істориком ал-Хамдані у X столітті. Шанувалася також в Ефіопії, мабуть, переселенцями з Ємену (Сабейське царство мало в Ефіопії колонію).